# ريمو جيرون
ريمو جيرون (بالإيطالية: Remo Girone)‏ هو مخرج وممثل إيطالي، ولد في 1 ديسمبر 1948 في إريتريا. بدأ مشواره المهني سنة 1974.

## أعمال

### أفلام
- (2002) الجنة
- (2016) يعيش ليلا[4]

## وصلات خارجية
- ريمو جيرون على موقع IMDb (الإنجليزية)
- ريمو جيرون على موقع ألو سيني (الفرنسية)
- ريمو جيرون على موقع أول موفي (الإنجليزية)
- ريمو جيرون على موقع قاعدة بيانات الأفلام السويدية (السويدية)
- ريمو جيرون على موقع قاعدة بيانات الفيلم (الإنجليزية)
- ريمو جيرون على موقع كينوبويسك (الروسية)